# Rock The World/日々、織々
『Rock The World/日々、織々』（ロック ザ ワールド/ひび おりおり）は、[Alexandros]の通算20枚目のシングル。2022年2月16日にユニバーサルミュージックから発売された。

## 概要
- 前作『閃光』から約9か月振りのリリース。
- 両A面シングルとしては2017年2月1日発売の14thシングル『SNOW SOUND/今まで君が泣いた分取り戻そう』以来約5年振りとなる。
- CDは初回限定盤（DVD/Blu-ray）、通常盤の3形態で発売。
- 表題曲「Rock The World」は、KADOKAWA配給劇場アニメ『グッバイ、ドン・グリーズ!』の主題歌である[11]。
  - 同曲についてボーカルの川上洋平は、「(同映画の監督である)いしづか監督とはくぐり抜けてきた時代が近いということもあり、描こうとされていた事柄にすぐに共感を覚えることができました」「まさに物語の主人公達のように、一緒に冒険するような感覚で制作に挑むことができました」とコメントした[11]。
  - 本作のアートワークは、同映画とのコラボレーションイラストとなっており、アニメのキャラクターとなった[Alexandros]のメンバーと、劇中のキャラクター・ロウマ、トト、ドロップの3人がともに演奏している様子をMADHOUSEが描き下ろした。メンバーが着用している衣装はアーティスト写真と同じものが、所持している楽器は実際に使用しているものが描かれている[12]。
  - イフイング『TOKIOインカラミ』「トップアスリート篇」のCMソングとしても起用された[13]。
    - TOKIOインカラミが掲げている「日本から世界へ」というコンセプトにふさわしいアーティストとして、同曲の起用が決まった[13]。
- 表題曲「日々、織々」は、Panasonic×花王アタック「『#センタク』プロジェクト」のテーマソングである[14]。
  - 同曲は、同プロジェクトのコンセプトに川上が共感し、書き下ろされた楽曲[14]。
  - 同曲について川上は、「今回の曲はありきたりなものじゃなく、そういった洗濯の大切さを感じられる少しドキッとするような音色入れてリフレインで続いて行くような曲構成が頭の中に浮かびました。淡々としてるけど、でもそこにはちゃんと深みがあって……そんなメロディになっています」とコメントした[14]。
  - 同プロジェクトのCMには川上自身も出演している[14]。
- 初回限定盤には、2021年10月に開催されたライブツアー『ALEATORIC ARENA 4 DAYS』の最終日である東京・日本武道館公演の模様を全編収録した特典DVDまたはBlu-rayを付属[10]。
  - 同映像には、[Alexandros]の映像作品で恒例となっているメンバーによる副音声も収められる[10]。
  - 1曲目のインスト曲「Aleatoric」はツアーのみで披露されていたが、2022年7月13日発売の8thアルバム『But wait. Cats?』にてCD初収録となった。

## 収録曲
- 全作詞・作曲：川上洋平　全編曲：[Alexandros]、Takashi Saze

### CD
1. Rock The World - [4:29]
  - KADOKAWA配給劇場アニメ『グッバイ、ドン・グリーズ!』主題歌[11]
  - イフイング『TOKIOインカラミ』「トップアスリート篇」CMソング[13]
  - 2022年2月11日に各配信サイトにて先行配信された[15]。
2. 日々、織々 - [3:26]
  - Panasonic×花王アタック「『#センタク』プロジェクト」テーマソング[14]
3. 日々、織々 feat. Vansire - [3:41]
  - フィーチャリングゲストとして、アメリカ合衆国のドリーム・ポップバンド『Vansire（英語版）』が参加している[16]。

### 特典映像
| #   | タイトル                                         | 作詞 | 作曲・編曲 |
| --- | ------------------------------------------------ | ---- | ---------- |
| 1.  | 「Aleatoric」                                    |      |            |
| 2.  | 「ムーンソング」                                 |      |            |
| 3.  | 「Run Away」                                     |      |            |
| 4.  | 「Fish Tacos Party」                             |      |            |
| 5.  | 「Beast」                                        |      |            |
| 6.  | 「Girl A」                                       |      |            |
| 7.  | 「アルペジオ」                                   |      |            |
| 8.  | 「Thunder (Bedroom Joule ver.)」                 |      |            |
| 9.  | 「Swan」                                         |      |            |
| 10. | 「Travel」                                       |      |            |
| 11. | 「You Drive Me Crazy Girl But I Don't Like You」 |      |            |
| 12. | 「Dracula La」                                   |      |            |
| 13. | 「月色ホライズン」                               |      |            |
| 14. | 「Philosophy」                                   |      |            |
| 15. | 「This is Teenage」                              |      |            |
| 16. | 「Starrrrrrr」                                   |      |            |
| 17. | 「風になって」                                   |      |            |
| 18. | 「閃光」                                         |      |            |
| 19. | 「Kick & Spin」                                  |      |            |
| 20. | 「PARTY IS OVER」                                |      |            |
| 21. | 「あまりにも素敵な夜だから」(encore)             |      |            |
| 22. | 「ワタリドリ」(encore)                           |      |            |
| 23. | 「Rock The World」(encore)                       |      |            |